# Xử Nữ (chiêm tinh)
Xử Nữ (tiếng Anh: Virgo, ký hiệu: ♍︎), hay còn gọi là Trinh Nữ hoặc Thất Nữ, là cung hoàng đạo thứ sáu trong cung chiêm tinh chí tuyến của phương Tây (23 tháng 8 - 22 tháng 9), khác với chòm sao thiên văn cũng như cung chiêm tinh thiên văn của người Hindu (16 tháng 9 - 30 tháng 10). Xử Nữ nằm giữa độ thứ 150 và 180 của kinh độ thiên thể.
Trong chiêm tinh học và một số thuyết vũ trụ, Xử Nữ thuộc nguyên tố Đất (cùng với Kim Ngưu và Ma Kết). Và là một trong 4 cung Biến đổi (cùng với Song Tử, Nhân Mã và Song Ngư). 

## Thần thoại Hy Lạp

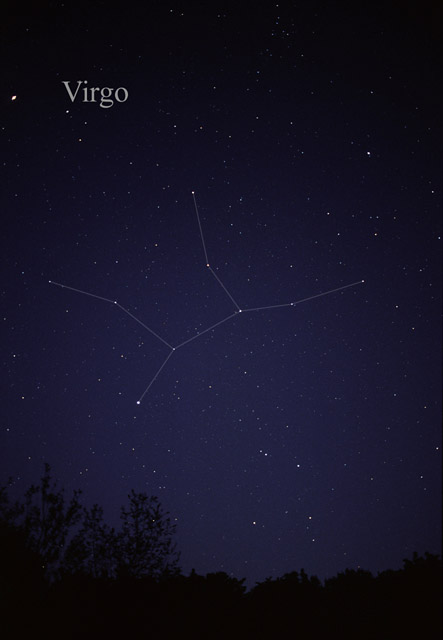
Chòm Sao Xử Nữ

Thần thoại Hy Lạp kể lại rằng: ”Vào thời đại hoàng kim, con người trên Trái Đất chỉ toàn đàn ông, lúc này các nam thần và nữ thần còn sống chung với con người. Mọi chuyện bắt đầu biến đổi khi Zeus - cháu của mẹ đất Gaia lên trị vì đỉnh Olympus, ông xem thường loài người, và bắt đầu cai trị khắc nghiệt kỷ nguyên này. Đồng thời vào lúc này, có một vị thần Titan đứng lên bảo vệ con người tên là Prometheus, ông đánh cắp ngọn lửa của Zeus đem xuống chiếu sáng cho con người. Zeus nổi trận lôi đình đem Prometheus trói xích lên núi Caucasus mỗi ngày sai quạ xuống mổ bụng ăn gan của ông”.
Về phần loài người, Zeus phái Pandora xuống làm vợ em trai Prometheus, vì tò mò Pandora đã mở chiếc hộp cấm, mọi tai ương xấu xa bệnh tật theo đó thoát ra ngoài chỉ còn mỗi hy vọng được giữ lại, ám vào loài người, làm loài người trở nên xấu xa, các vị thần đang sống ở trần gian lúc này liền bay lên trời duy chỉ còn nàng Astraea (con gái thần Themis) nữ thần của sự đồng trinh ngây thơ, trong sáng đức hạnh ở lại dùng cán cân của mẹ mình mà chiến đấu. Về sau mọi thứ đã vượt quá tầm kiểm soát của bà, cùng với một trinh nữ tên là Atlanta bay lên trời hóa thành chòm sao Xử Nữ, trở thành biểu trưng của các nữ đồng trinh.